# Saint-Maurice-le-Vieil
Saint-Maurice-le-Vieil es una localidad y comuna francesa situada en la región de Borgoña, departamento de Yonne, en el distrito de Auxerre y cantón de Aillant-sur-Tholon.

## Demografía
| 475 | 510 | 548 | 534 | 556 | 553 | 567 | 571 | 576 | 590 | 552 | 560 | 542 | 507 | 514 | 519 | 504 | 460 | 440 | 408 | 345 | 321 | 305 | 294 | 271 | 278 | 248 | 226 | 203 | 228 | 211 | 217 | 261 |
| Para los censos de 1962 a 1999 la población legal corresponde a la población sin duplicidades (Fuente: INSEE [Consultar]) |     |     |     |     |     |     |     |     |     |     |     |     |     |     |     |     |     |     |     |     |     |     |     |     |     |     |     |     |     |     |     |     |